# Луций Цецилий Метелл Диадемат
Луций Цецилий Метелл Диадемат (лат. Lucius Caecilius Metellus Diadematus; умер после 99 года до н. э.) — древнеримский политический деятель из плебейского рода Цецилиев, консул 117 года до н. э., по одной из версий — цензор 115 года до н. э. Построил Цецилиеву дорогу, после консулата предположительно был наместником Цизальпийской Галлии.

## Происхождение
Луций Цецилий принадлежал к влиятельному плебейскому роду Цецилиев Метеллов, происходившему, согласно легенде, от сына бога Вулкана Цекула, основателя города Пренесте. Метеллы вошли в состав сенаторского сословия в начале III века до н. э.: первый консул из этого рода был избран в 285 году до н. э. Луций был вторым из четырёх сыновей Квинта Цецилия Метелла Македонского; родным дядей ему приходился Луций Цецилий Метелл Кальв, а двоюродными братьями соответственно Луций Цецилий Метелл Далматийский и Квинт Цецилий Метелл Нумидийский. Родными братьями были Гай Цецилий Метелл Капрарий, Марк Цецилий Метелл и Квинт Цецилий Метелл Балеарский.

## Биография

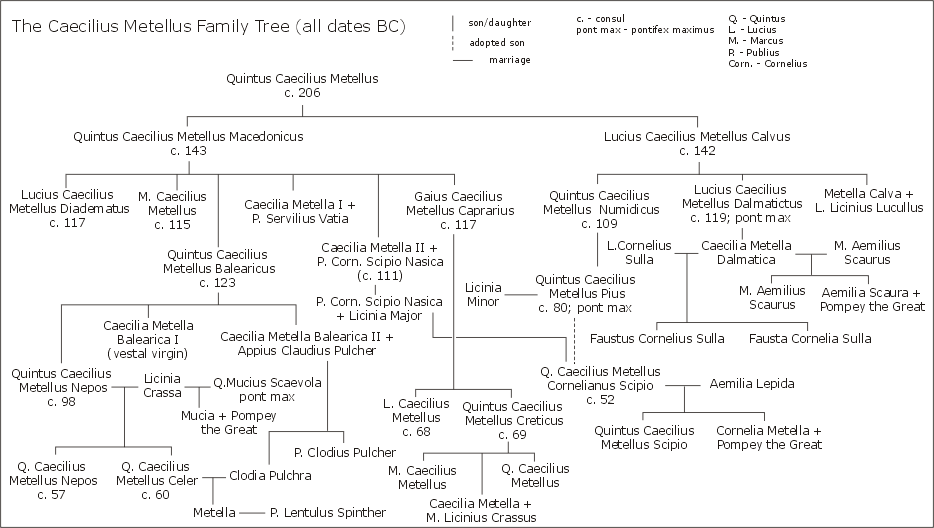
Цецилии Метеллы

Луций Цецилий получил прозвище Диадемат (Diadematus), потому что из-за язвы на лбу долго носил наголовную повязку. Он впервые упоминается в источниках в связи с событиями 129 года до н. э. Тогда умер Публий Корнелий Сципион Эмилиан, главный политический противник Метелла Македонского; последний, несмотря на былую вражду, приказал своим сыновьям принять участие в выносе тела. Возможно, против Диадемата была направлена одна из речей Гая Семпрония Гракха, произнесённая в конце 120-х годов до н. э.
Учитывая требования закона Виллия, установившего минимальные временные промежутки между магистратурами, не позже 120 года до н. э. Луций должен был занимать должность претора, а в 117 году до н. э. он получил консулат, совместный с ещё одним плебеем, Квинтом Муцием Сцеволой Авгуром. Провинцией Метелла стала Италия; возможно, именно тогда он построил Цецилиеву дорогу. Источники говорят только об одном событии этого консулата: двоюродный брат Метелла отпраздновал триумф над далматами. В 116 году до н. э. Диадемат, возможно, был проконсулом Цизальпийской Галлии.
В 115 году некто Луций Цецилий (либо Диадемат, либо его кузен Далматик) стал цензором вместе с ещё одним плебеем, Гнеем Домицием Агенобарбом. По итогам традиционной проверки сената эти цензоры исключили из него тридцать два человека, включая консуляра Гая Лициния Гету. В 100 году до н. э. Диадемат был в числе сенаторов, противостоявших трибуну-популяру Луцию Аппулею Сатурнину: Марк Туллий Цицерон называет его в числе аристократов, явившихся накануне решающей схватки к храму Санка, чтобы взять оружие из общественного хранилища. В 99 году до н. э. Луций Цецилий был в числе аристократов, добивавшихся возвращения из изгнания Метелла Нумидийского.

## Потомки
Согласно гипотезе Вильгельма Друмана, сыном Диадемата был Квинт Цецилий Метелл Целер, народный трибун 90 года до н. э. Дочерью Луция могла быть Цецилия Метелла, жена Аппия Клавдия Пульхра.